# Slavjanka
Slavjanka (rusky Славянка) je sídlo městského typu na jihu Přímořského kraje a správní centrum Chasanského okresu. V roce 2021 zde žilo 11 762 obyvatel. Nachází se zde důležitý ruský tichomořský přístav.

## Geografie
Slavjanka se nachází na břehu Slavjanského zálivu, který je částí Zálivu Petra Velikého v Japonském moři.
Jižně od osady vyčnívá asi 10 kilometrů do moře úzký mys, který odděluje Slavjanský záliv od zátoky Baklan a dosahuje nadmořské výšky až 177 m n. m.

## Historie
Na místě dnešní Slavjanky se původně nacházela domorodá rybářská vesnice Turaz. V roce 1617 byla vesnice začleněna do Číny.
V roce 1855 se na anglických mapách poprvé objevil dnešní Slavjanský záliv a to pod anglickým jménem Bruce Bay a domorodá vesnička byla na mapách uváděna pod názvy Port Bruce nebo Bruce Harbor. Na základě ajgunské smlouvy bylo v roce 1858 k ruskému impériu připojeno území na levém břehu Amuru a příbřežní oblasti, kde krom jiného byla v roce 1861 založena osada Slavjanský post, která vznikla na místě rybářské vesnice Turaz. Tento rok je proto pokládán za oficiální rok založení města.
Několik desetiletí se jednalo jen o vojenskou základnu, v 80. letech 19. století se zde začali usazovat ruští civilisté. V roce 1889 došlo k přejmenování na současný název Slavjanka. Na počátku 90. let 19. století vznikla v osadě telegrafní stanice.
Dne 29. dubna 1943 byla Slavjanka povýšena na sídlo městského typu.
V 70. letech 20. století začal intenzivní rozvoj Slavjanky, který byl spojen se založením loděnic.

## Podnebí
- Průměrná roční teplota vzduchu je 6,8 °C
- Relativní vlhkost je 63,2 %
- Průměrná rychlost větru je 4,8 m/s

Podnebí Slavjanky, stejně jako celého Přímořského kraje, je typicky monzunové. Vyznačuje se slunečními zimami téměř bez sněhu a teplými, vlhkými léty.

## Ekonomika a doprava
Ve Slavjance je důležitý námořní přístav, loděnice a rybářský přístav s továrnou na zpracování ryb.
Několik kilometrů západně od Slavjanky je železniční trať Baranovsky - Chasan, která je odbočkou Transsibiřské magistrály mezi Ussurijskem a Vladivostokem a vede k severokorejské hranici v Chasanu.
Přes Slavjanku vede silnice A189, která vede také do Chasanu k hranici se Severní Koreou.
Mezi Slavjankou a Vladivostokem se plaví celoročně trajekty, které vzdálenost urazí za 2 hodiny a 40 minut. Od roku 2020 existuje pravidelné trajektové spojení Slavjanka-Sokčcho.

### Námořní přístav Slavjanka
Slavjanský přístav se specializuje na překládku kovového šrotu, kulatiny, řeziva a dalšího kusového nákladu. K roku 2022 je přístav schopen odbaven 100 tis. tun nákladu ročně. Ruská vláda v roce 2022 schválila výstavbu multifunkčního terminálu Slavjanka, který bude zahrnovat obilný komplex s kapacitou 7 milionů tun za rok, kontejnerový komplex s kapacitou 330 tisíc TEU (ekvivalent 20 stopého kontejneru) za rok a komplexní nákladní komplex s kapacitou 1 milion tun za rok. Realizace je plánována do roku 2025 a předpokládané náklady budou 1,8 miliardy rublů.
O rozvoj slavjanského námořního přístavu má zájem zejména Jižní Korea a Čína, které si slibují rozvoj dalšího obchodu.

### Vesmírné aktivity
Od března 2020 ve slavjanském přístavu kotví mořský kosmodrom Sea Launch.

## Galerie

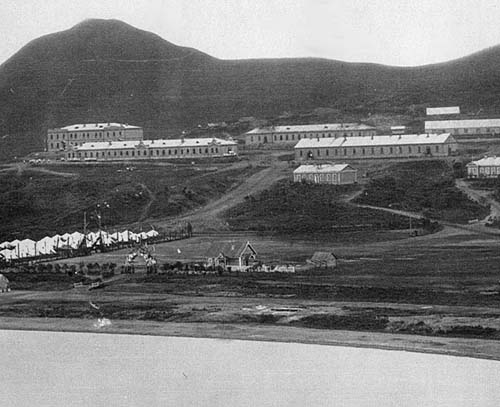
Slavjkanka kolem roku 1900
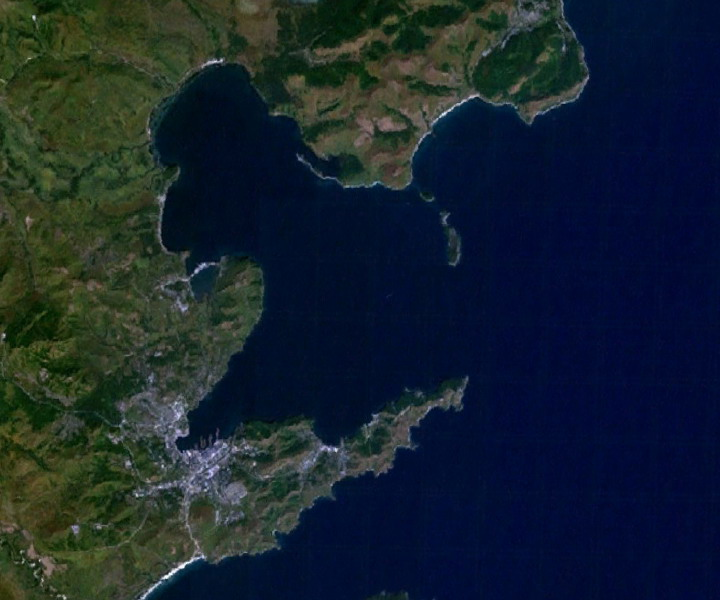
Satelitní snímek Slavjanky ve Slavjanské zátoce
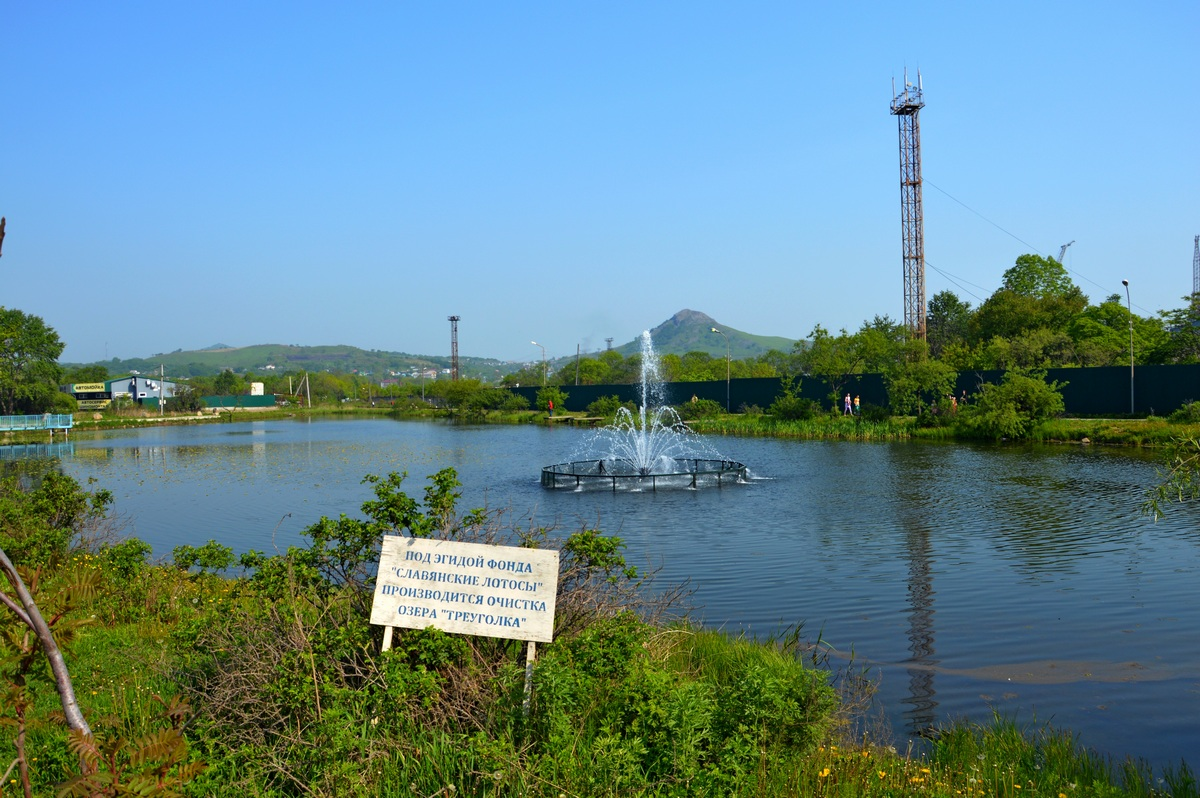
Jezero Treugolka ve Slavjance (rok 2014)
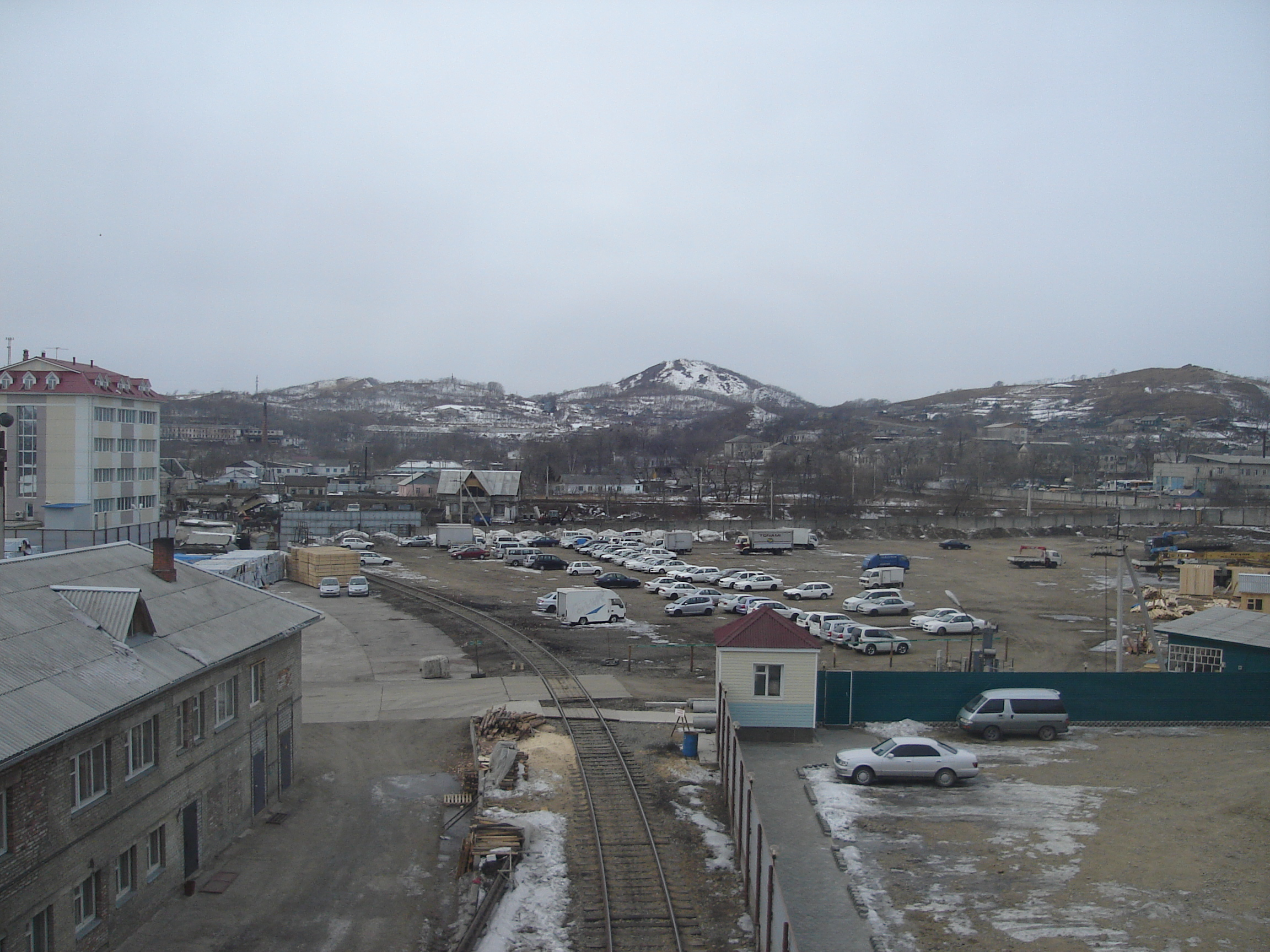
Slavjanka v roce 2008